# Fabrício Santos
Fabrício do Rosário dos Santos (Cachoeira do Sul; 8 de octubre del 2000), más conocido como Fabrício Santos, es un futbolista brasileño. Juega como delantero y su equipo actual es el E.C. Vitória de la Brasileirao serie a de Brasil.

## Carrera deportiva
Nacido en Cachoeira do Sul, municipio brasileño de Rio Grande do Sul, Fabrício realiza su debut en la Série B de Brasil con el Grêmio Esportivo Brasil el 4 de mayo de 2019 en un partido contra el Londina Esporte Clube.
Después de un año cedido, el Grêmio Foot-Ball Porto Alegrense adquiere el 7 de febrero de 2020 en propiedad a Fabrício para su cantera. El 26 de agosto de 2021 sale cedido con opción de compra al Real Club Celta de Vigo "B" de la Primera RFEF española, anotando siete goles.
El 29 de agosto de 2022, firma por el Levante UD de la Segunda División de España por cinco temporadas. El mismo día, el delantero es cedido al C. D. Castellón de la Primera Federación para disputar la temporada 2022-23.
Después de otras dos campañas y cuatro goles, el club lo vendió al EC Vitória de la brasileirao.

## Clubes
| Club                                 | País   | Año             |
| ------------------------------------ | ------ | --------------- |
| Grêmio Esportivo Brasil              | Brasil | 2019            |
| Grêmio Foot-Ball Porto Alegrense     | Brasil | 2019-2022       |
| Real Club Celta de Vigo "B" (cedido) | España | 2021-2022       |
| Levante UD                           | España | 2022-2025       |
| CD Castellón (cedido)                | España | 2022-2023       |
| E.C. Vitória                         | Brasil | 2025-actualidad |